# Eupithecia ochralba
Eupithecia ochralba är en fjärilsart som beskrevs av Claude Herbulot 1983. Eupithecia ochralba ingår i släktet Eupithecia och familjen mätare. Inga underarter finns listade i Catalogue of Life.